# Cluet (llinatge)
Els Cluet foren un llinatge català, probablement d'origen occità. La família Cluet, establerta a la vila urgellenca d'Agramunt, té probablement els seus orígens en la immigració occitana dels inicis de l'edat moderna. Joan Cluet, igual que bona part dels seus compatriotes arribats a Catalunya, treballà com a mestre de cases. El seu fill Joan Cluet i Estany (1637-1661), enfrontat al seu pare, es traslladà a Oliana (Alt Urgell) per regentar l'adrogueria local i es casà amb Margarida Puig i Moles. Aquest matrimoni reportà al llinatge la baronia de Sant Cristòfol de la Donzell. El territori de la baronia constituí un dels nuclis agregats el 1840 per formar l'actual municipi de la Baronia de Rialb, al nord-est de la comarca de la Noguera. A finals del segle XV era a mans dels canonges de Castellbò, que en 1685 vengueren els seus llocs i jurisdicció civil i criminal a Joan Puig i Moles, noble d'Oliana, el qual transmeté la baronia per herència el 1697 al seu nebot Joan Francesc Cluet. Al llarg del segle xviii, els Cluet portaren la vida pròpia de la petita noblesa i dels hisendats, compatible amb la pràctica de la medicina (Josep Antoni Cluet i Vilella, 1764-1834) i amb la participació política en el regiment de l'Ajuntament d'Oliana. Josep Maria Cluet i de Suñer s'establí a Barcelona, administrant el seu patrimoni a Oliana a través de procuradors, i el seu fill Gaietà Cluet i Balda, comandant d'infanteria d'idees progressistes, emprengué la carrera militar durant els anys convulsos de les primeres carlinades i enllaçà el seu llinatge amb el dels Abadal de Vic, ciutat on residí la família entre 1854 i 1874. En retornar a la capital, s'establí al carrer Sèneca de la vila de Gràcia. El seu fill, Ricard Cluet i d'Abadal entrà com a empleat a la Caixa d'Estalvis de la Província de Barcelona el 1881 i hi treballà durant cinquanta anys. Mitjançant el seu matrimoni amb Amàlia Garcia i Creus, la família agregà al seu patrimoni el dels Garcia procedents de Villaprovedo (Palència). En fou hereu el metge pediatre Josep Cluet i Garcia.